# 나탈리야 안튜흐
나탈리야 니콜라예브나 안튜흐(러시아어: Наталья Николаевна Антюх, 1981년 6월 26일 ~ )는 러시아의 육상 선수이다. 그녀는 2004년 올림픽 400m 경주에서 동메달을 획득한후, 2012년 하계 올림픽 400m 허들에서 금메달을 획득했다. 그녀는 유일하게 400m 허들과 400m 경주에서 모두 올림픽 메달을 딴 여자 선수이다.

## 인물 정보
안튜흐는 1981년 6월 26일에 레닌그라드에서 태어났다.
그녀는 2004년 아테네 올림픽 400m 경주에서 동메달을 획득했고 1600m 계주에서 은메달을 획득했다.

## 같이 보기
- 올림픽 육상 여자 메달리스트 목록

## 참조
1. ↑  “올림픽 육상 400m 허들: 러시아의 나탈리야 안티유흐, 금메달 획득”. 2012년 8월 8일에 확인함.[깨진 링크(과거 내용 찾기)]